# Okrug Sweet Grass, Montana
Sweet Grass, okrug u središnjem dijelu južne Motane osnovan 1895. godine. Formirana je od dijelova okruga Park, Meager i Yellowstone. Od 1910. do 1920. godine iz dijelova okruga formirani su okruzi Stillwater, Wheatland i Golden Valley, a svoju sadašnju veličinu na prostoru od 1.862 četvorne milje (4.823 km²) dobiva 1920. godine. Glavni i najveći grad okruga (okružno središte) je Big Timber, osnovan još 1895. gdine.

## Klima
Prosječna godišnja količina oborina iznosi oko 15 inča (38.1 cm), od čega od travnja do rujna iznose 26.67 cm (10.5 inči). Srpanj i kolovoz najtopliji su mjeseci.

## Populacija
Broj stanovnika okruga je prema popisu iz 2005. godine iznosio 3.672 (1.650 u Big Timberu) što je povećanje od 1,7% od popisa stanovništva 2000. Cjelokupno stanovništvo Montane 2005. godine iznosilo je 935.670.

## Rasni i etnički sastav
Većina stanovnika su bijelci na koje otpada 96.98% (2000), kada je broj stanovnika bio 3.609. Većina ove bijele rase norveškog je podrijela,  21.3%, a za njima slijde Nijemci, 11.4%, Englezi 8.0%, Irci 8.0% i Angloamerikanci 7.8. Uz navedene ima i Hispanoamerikanaca 1.50%, i nešto Afroamerikanaca 0.06%, Azijata 0.33%, otočana s Pacifika 0.03% i Indijanaca 0.55%.

## Naselja
Big Timber je jedini i najveći grad u okrugu, ostala naselja su manja, to su:
- Greycliff
- Carney
- McLeod
- Melville
- Quebec
- Sourdough

## Zanimljivosti
U okrugu Sweet Grass sniman je 2009 godine i dokumentarni film Sweetgrass koji je režirao Lucien Castaing-Taylor, američki antropolog s Harwarda. Film traje 101 minutu i prikazan na 59. Berlinskom međunarodnom filmskom festivalu, a u Sjedinjenim Državama premijerno je prikazan na New York-škom filmskom festivalu.